# Hardangervidda
Hardangervidda je náhorní plošina (norsky vidde) ve středu jižního Norska, která pokrývá části krajů Buskerud, Telemark a Vestland. Je to největší náhorní plošina svého druhu v Evropě s celoročně chladným alpským podnebím; nachází se zde jeden z největších norských ledovců, Hardangerjøkulen. Většina náhorní plošiny je chráněna jako součást národního parku Hardangervidda. Hardangervidda je oblíbená turistická a rekreační destinace a je ideálním místem pro řadu outdoorových aktivit.

## Geografie a geologie

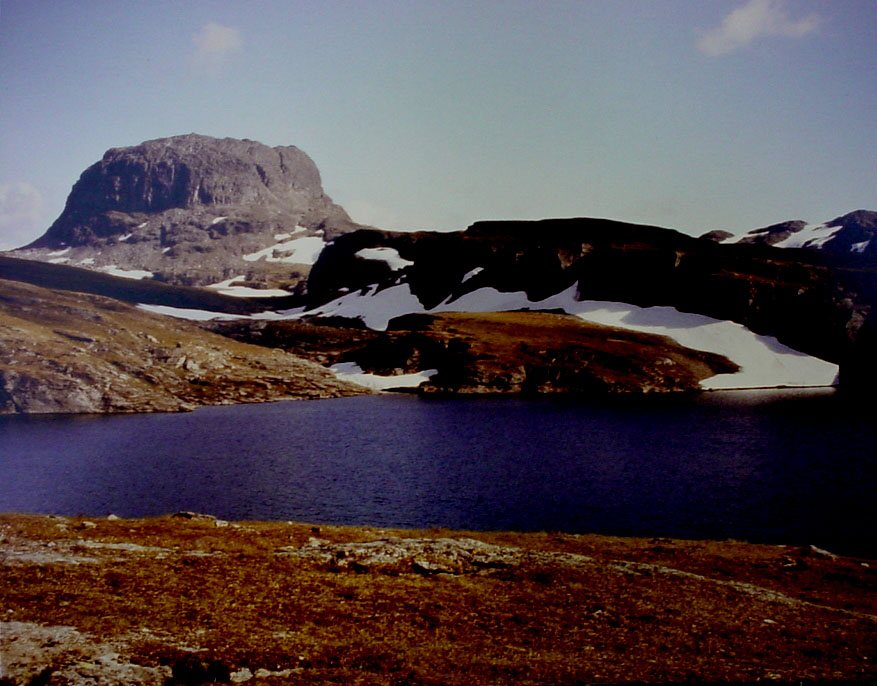
Hårteigen, charakteristická hora na Hardangerviddě

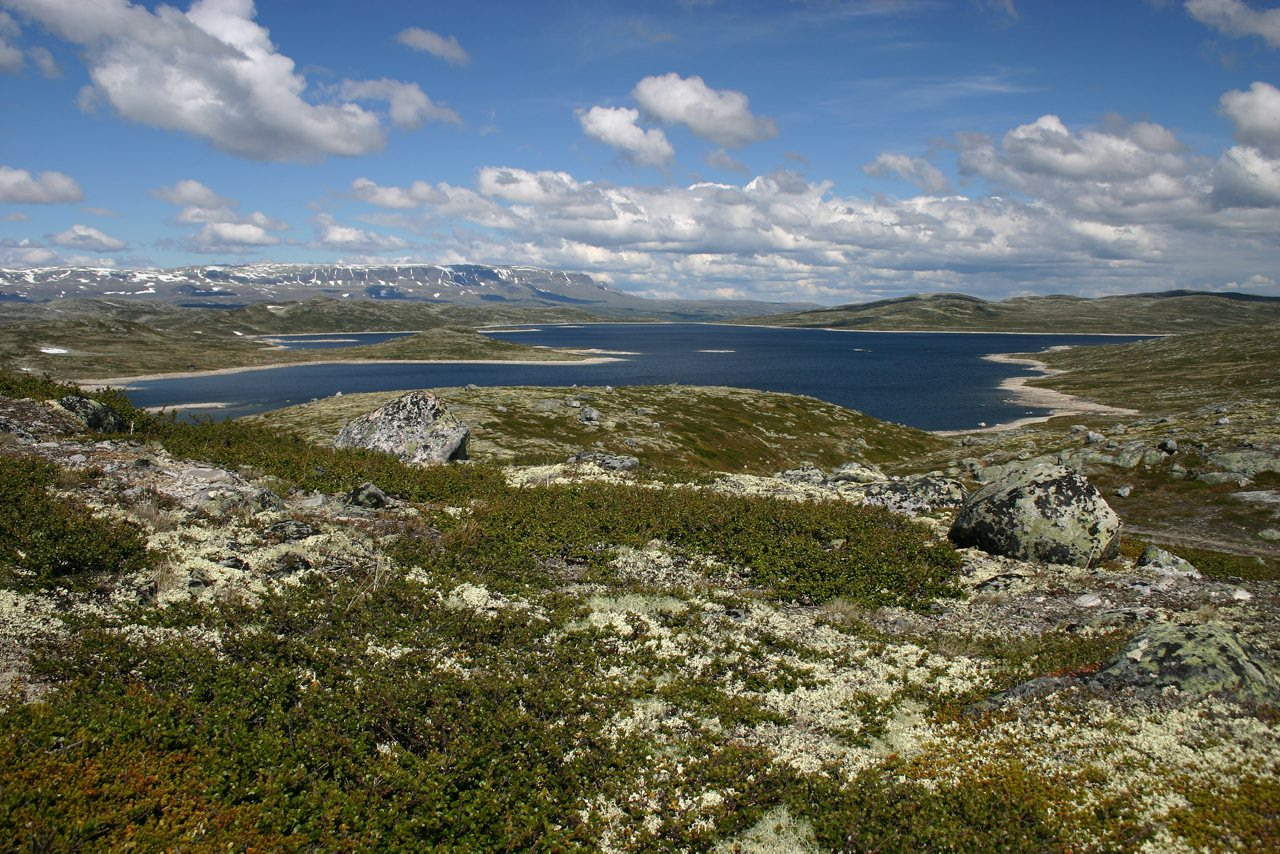
Krajina na Hardangerviddě

Plošina je největší parovina (peneplén, erodovaná rovina) v Evropě, pokrývající plochu 6 500 km² v průměrné nadmořské výšce asi 1100 m. Nejvyšší bod náhorní plošiny je Sandfloegga, který dosahuje nadmořské výšky 1721 m.
Plošina je zbytkem horské krajiny, která byla během pleistocenní doby ledové obrušována ledovci. Ledovce daly plošině její současnou podobu se širokými pláněmi, mělkými jezery a několika málo vystupujícími vrcholy. Příkré části jsou pouze ve vyšší západní části, kde se plošina svažuje dolů k fjordům Sørfjord a Eidfjord (boční větve velkého Hardangerfjordu). Krajina Hardangerviddy je charakterizována holou, bezlesou slatinou (mokřinou). Existují značné rozdíl mezi západní stranou, které dominuje skalnatý terén a rozlehlé holé skály, a východní stranou, která je mnohem plošší a je mnohem více pokryta vegetací. Liší se také podnebí mezi oběma stranami: západní strana je značně vlhčí než východní a v některých částech naprší více než 1000 mm za rok. Výrazný vrchol Hårteigen (1690 m) je viditelný z většiny náhorní plošiny.
Geologická stavba většiny Hardangerviddy je mimořádně stará. Valivé kameny z fellů (kopců) na Hardangerviddě jsou zbytky hor, které byly působením ledovců během ledových dob odnášeny dolů. Podloží je převážně prekambro a kambro-silurského původu. V paleozoiku (v období prvohor) podloží překryly příkrovy vzniklé během kaledonského vrásnění. Mnohem později, v miocénu, se rovina Hardangerviddy zformovala jako peneplén vytvořený na úrovni moře. V raném pliocénu pak byla Hardangervidda a celé jižní Skandinávské pohoří vyzdviženo o více než tisíc metrů.

## Flóra a fauna
Celá Hardangervidda leží nad hranicí lesa. Alpské klima umožňuje přítomnost mnoha druhů arktických zvířat a rostlin daleko jižněji než kdekoli jinde v Evropě. Na náhorní plošině bylo zaznamenáno 24 druhů savců a 114 druhů ptáků. Je zde provozován chov ovcí.
Divoká stáda sobů patří s přibližně 15 000 zvířaty zaznamenanými v roce 1996 a přibližně 8000 v roce 2008 mezi největší na světě. Během roku sobi migrují přes náhorní plošinu a stěhují se ze zimních pastvin na východní straně Hardangerviddy, kde se živí lišejníky, do míst kde se rodí na úrodnějším západě náhorní plošiny. Dne 26. srpna 2016 bylo bleskem zabito 323 sobů, což vyvolalo diskusi Norské agentury pro životní prostředí o tom, zda se tu má nechat tolik mrtvých těl.
Na Hardangerviddě žije mimo jiné polární liška, zajíc bělák, rosomák a velké množství lumíků norských, jehož populace každých jedenáct až dvanáct let náhle prudce vzroste. Typickými ptačími druhy jsou např. slavík modráček, linduška luční, bělořit šedý, skřivan ouškatý, sovice sněžní a bělokur rousný i horský.
Rozdílné podnebí na náhorní plošině má výrazný vliv na flóru, která je bohatší na té vlhčí, srážkami bohatší západní straně než na té východní, sušší části. Velká část náhorní plošiny tvoří horská (arkto-alpínská) tundra s hrubými travinami, s nízkými keři a keříčky, mechorosty (zejména rašeliníkem) a lišejníky. Všude se zde nacházejí typičtí průvodci rašelinišť – vlochyně, šicha, brusinka a zakrslé břízy či vrby, naopak vzrostlé dřeviny zde rostou řídce. Na Hardangerviddě bylo nalezeno více než 450 druhů rostlin. Mezi nimi jsou i druhy, které jsou jinak běžné pouze v polárních oblastech; kvůli extrémním zimním podmínkám je nejjižnější oblastí výskytu mnoha polárních druhů flóry a fauny. Hardangervidda je zejména známá množstvím ostružiníku morušek.
Z houby Tolypocladium inflatum (Beauveria nivea), která byla nalezena v půdním vzorku získaném v roce 1969 na Hardangerviddě, bylo původně izolováno imunosupresivní léčivo Ciclosporin, které se široce používá při transplantaci orgánů k prevenci odmítnutí.
V holocenním klimatickém optimu (doba kamenná) před 9 až 5 tisíci lety bylo regionální klima teplejší a velká část Hardangerviddy byla zalesněna; na pastvinách nad dnešní hranicí lesa se stále nacházejí borovicové kmeny Při předpokládaném oteplení může být Hardangervidda opět z velké části zalesněná.

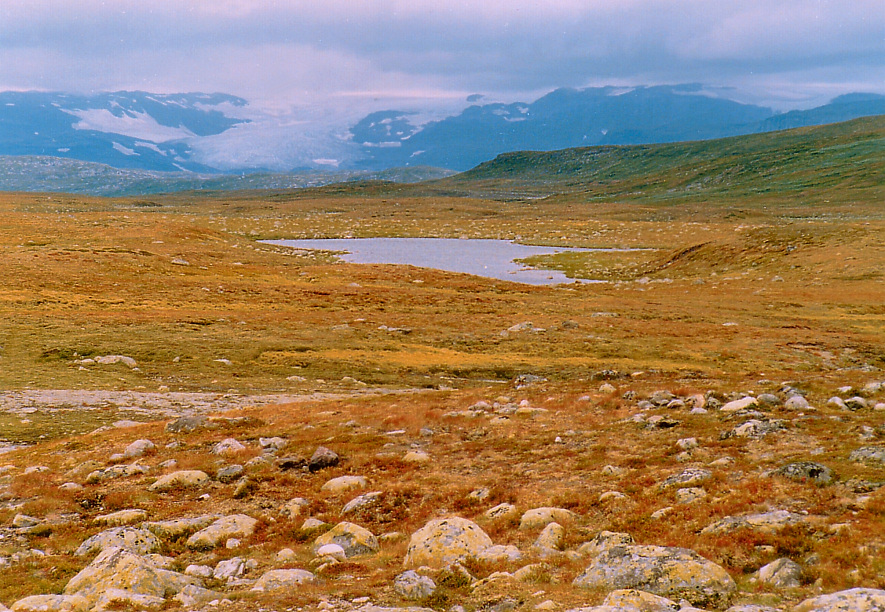
Ledovec na Hardangerviddě v srpnu
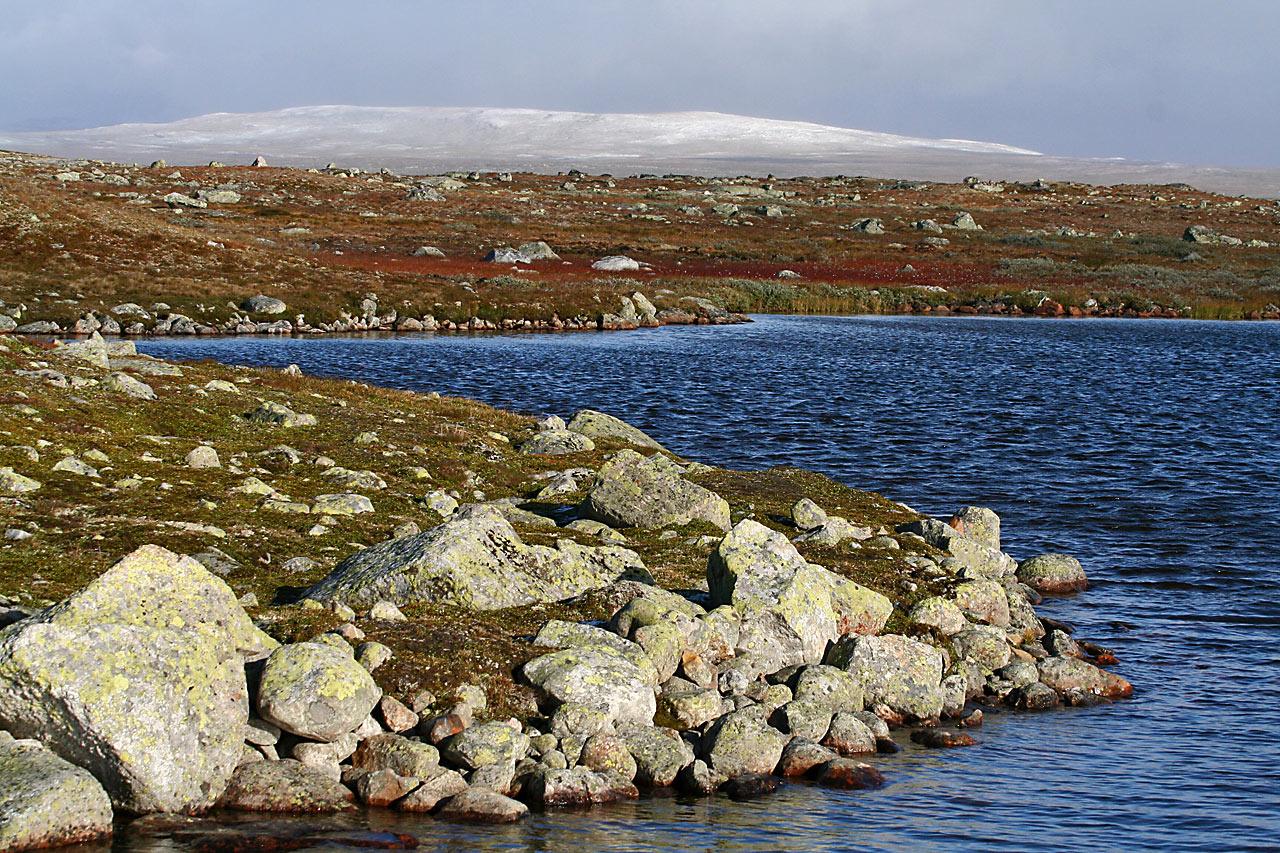
První sníh v září
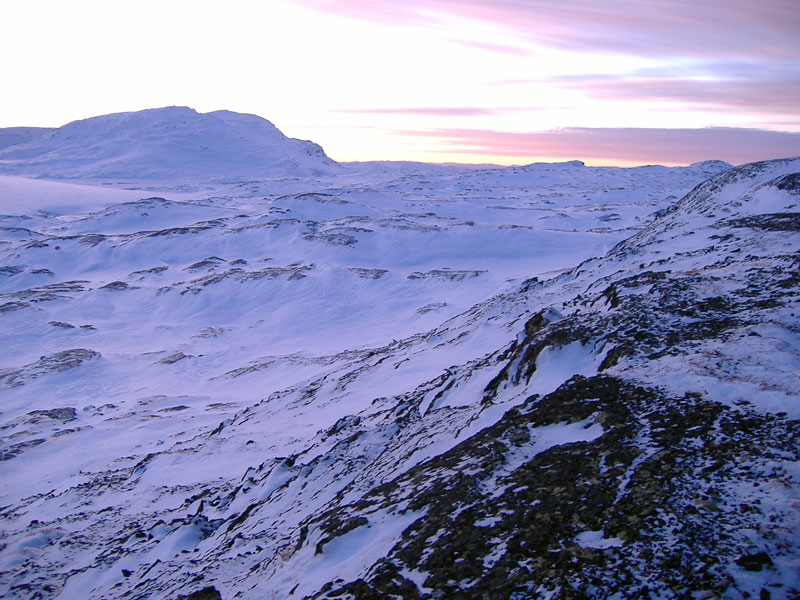
Hardangervidda v zimě
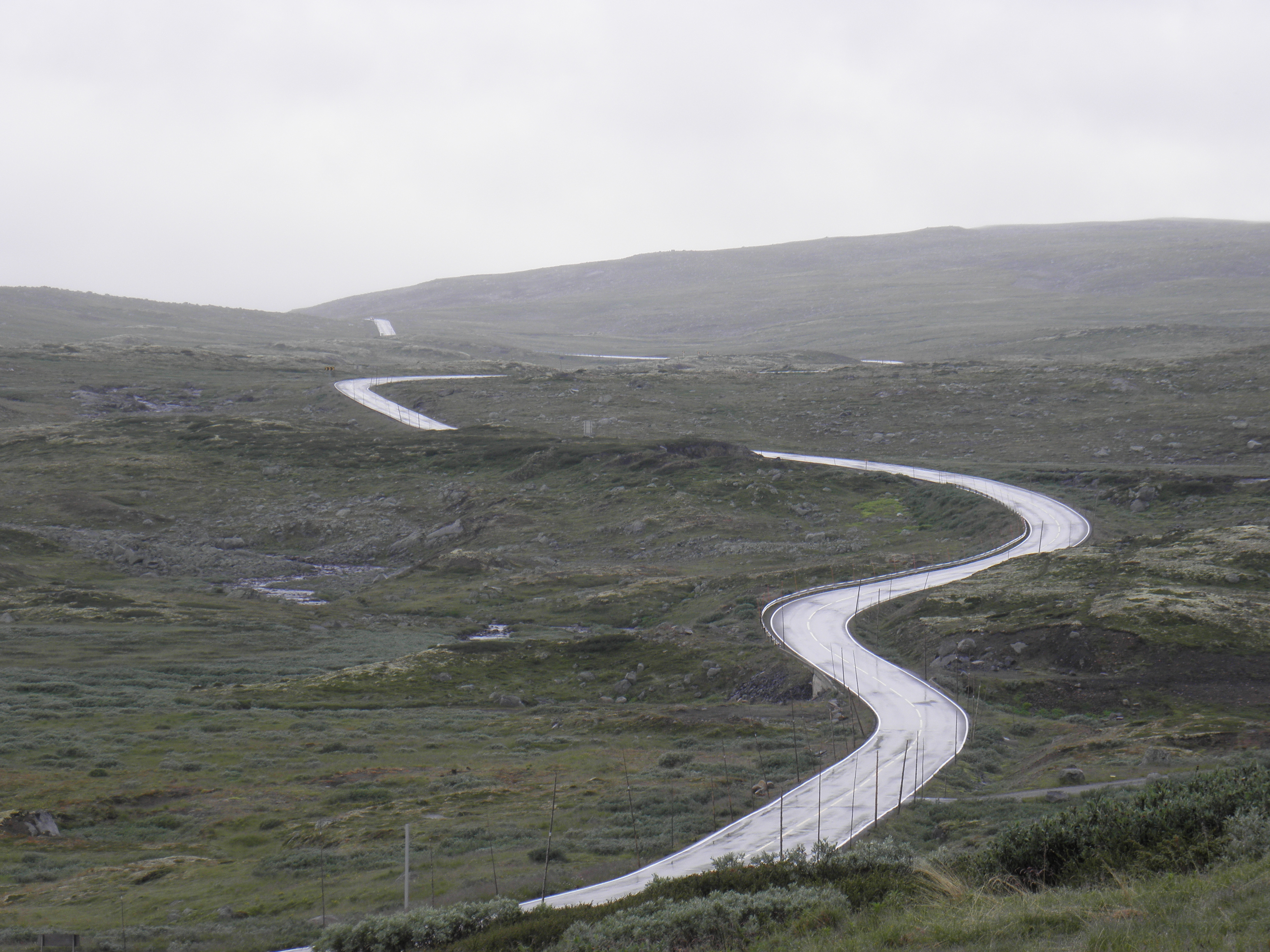
Silnice přes Hardangerviddu
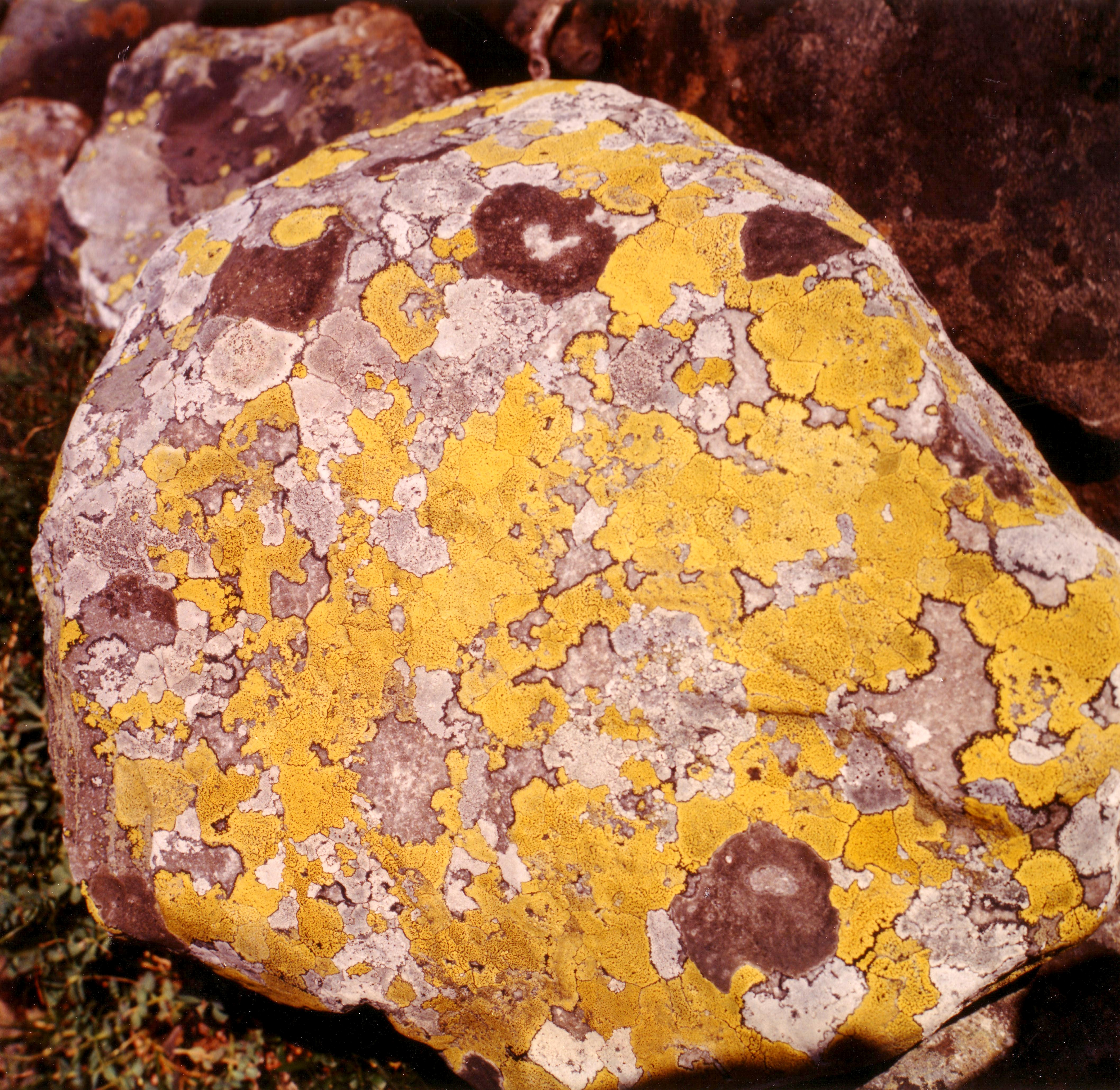
Lišejník mapovník zeměpisný na kameni
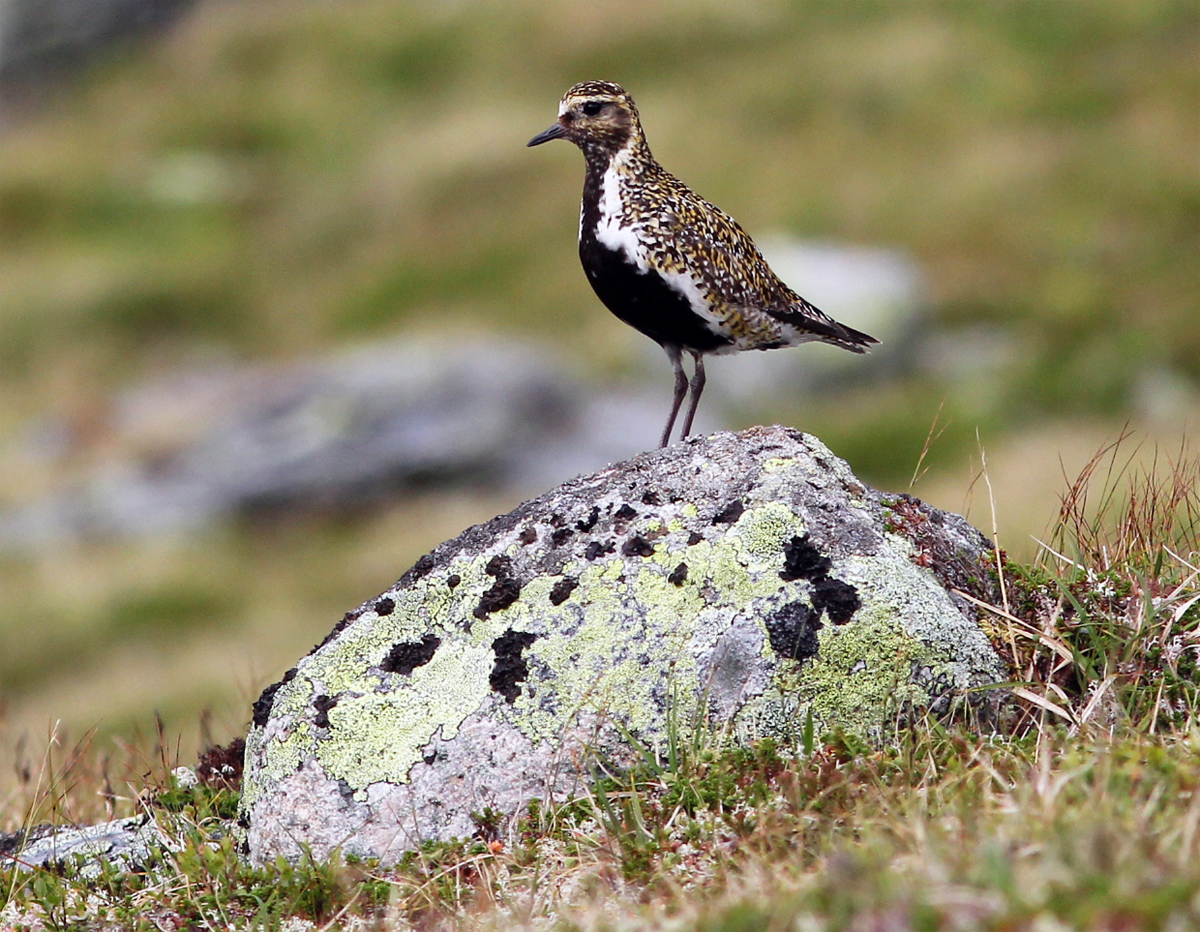
Kulík zlatý v srpnu

## Návštěvnická střediska
Národní park má dvě návštěvnická střediska: Hardangervidda Natursenter (Přírodovědné centrum) v Eidfjordu a Hardangervidda Nasjonalparksenter (Centrum národního parku) v Tinnu v Skinnarbu u jezera Møsvatnet, u města Rjukan a horské vesnice Rauland.

## Lidské osídlení

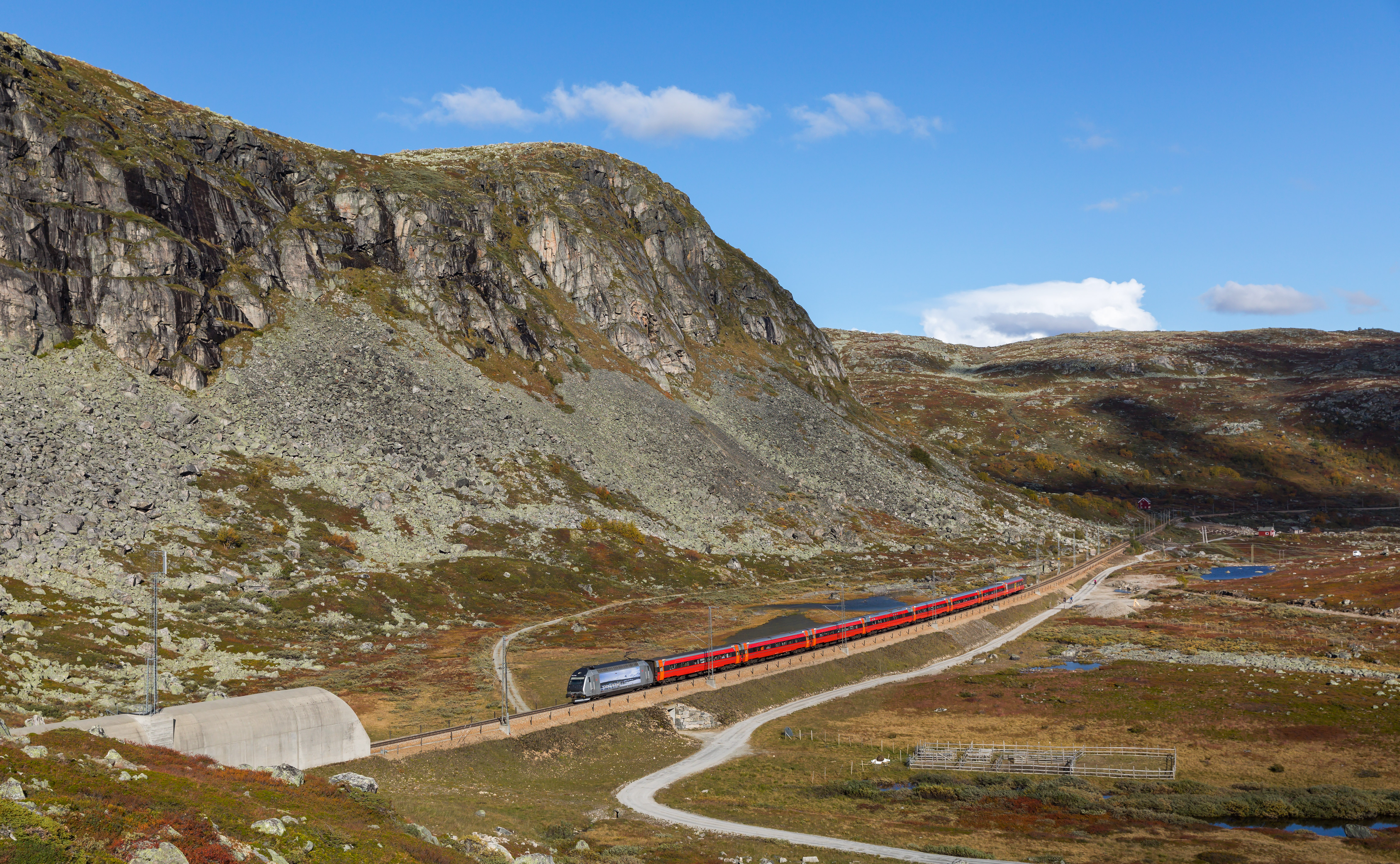
Bergenská železniční trať

Hardangervidda je obývána po tisíce let; v oblasti bylo zjištěno několik set kočovných osad z doby kamenné, které s největší pravděpodobností souvisely s migrací sobů. Náhorní plošinu protínají dávné stezky, spojující západní a východní Norsko. Jedním z příkladů je „Nordmannsslepa“ spojující Eidfjord a Veggli v údolí Numedal s Holem a Uvdalem. Je to stále klíčová tranzitní trasa mezi Oslem a Bergenem. Náhorní plošinu protíná i Bergenská železniční trať a hlavní norská silnice číslo 7.

## Hnutí odporu
Během druhé světové války se na náhorní plošině Hardangervidda ukrývalo nebo operovalo několik jednotek norského hnutí odporu (a to jak místní odbojáři, tak výsadky Norů řízené britskou SOE). V roce 1942 zde byla vysazena malá průzkumná skupina Grouse (velitel Jens-Anton Poulsson), která se po havárii letadla a nouzovém přistání kluzáků navazující, mnohem větší skupiny Freshman, musela na tuto náhorní plošinu znovu stáhnout, aby unikla Němcům.
Skupina Grouse přežila zdejší velmi krutou zimu a v únoru 1943 se spojila s nově vysazenou skupinou Gunnerside (velitel Joachim Rønneberg, zástupce velitele Knut Haukelid o akci napsal memoáry Skis Against the Atom, které se staly podkladem pro více filmů) a společně v rámci operace Telemark úspěšně uskutečnily sabotáž v továrně na těžkou vodu u hydroelektrárny Vemork v nedalekém Rjukanu.
V říjnu 1944 byla na náhorní plošinu Hardangervidda v rámci operace Sunshine vysazena další skupina (velitel Leif Tronstad). V té době se Němci již začali stahovat ze severního Norska, ale mnohdy přitom uplatňovali taktiku spálené země. Cílem tohoto výsadku proto bylo spojit se s místními skupinami odboje a podařilo se vytvořit silné bojové skupiny (celkem několik set mužů) ve městech Rjukan, Notodden a přímo zde, v osadě Nore. Proviantem a zbraněmi byly jednotky zásobovány ze spojeneckých letadel.

## Národní park
V roce 1981 byla část Hardangerviddy vyhlášena za národní park, s plochou 3 422 km² největší v celém Norsku. Hranice parku vedou od Numedalu a Uvdalu na východě a Røvelseggi a Ullensvangu na západě. Norská turistická asociace (DNT) udržuje po celé plošině komplexní síť chat a cest. Jde o oblíbenou destinaci pro pěší turistiku, horolezectví a rybaření; v zimě pro běžecké lyžování od chaty k chatě.

## Kultura
Dva norské hudební projekty, Ildjarn a Nidhogg, se spojily za účelem natočení dvou ambientních alb, jednoho s názvem Hardangervidda (2003) a druhého Hardangervidda Part II (2003), Obě alba byla zcela inspirována touto oblastí.
Poslední dvě jednání hry Henrika Ibsena Když my mrtví procitneme (dánsky Når vi døde vågner) se odehrávají v horském lázeňském středisku na Hardangerviddě.

## Pamětihodnosti

### Příroda

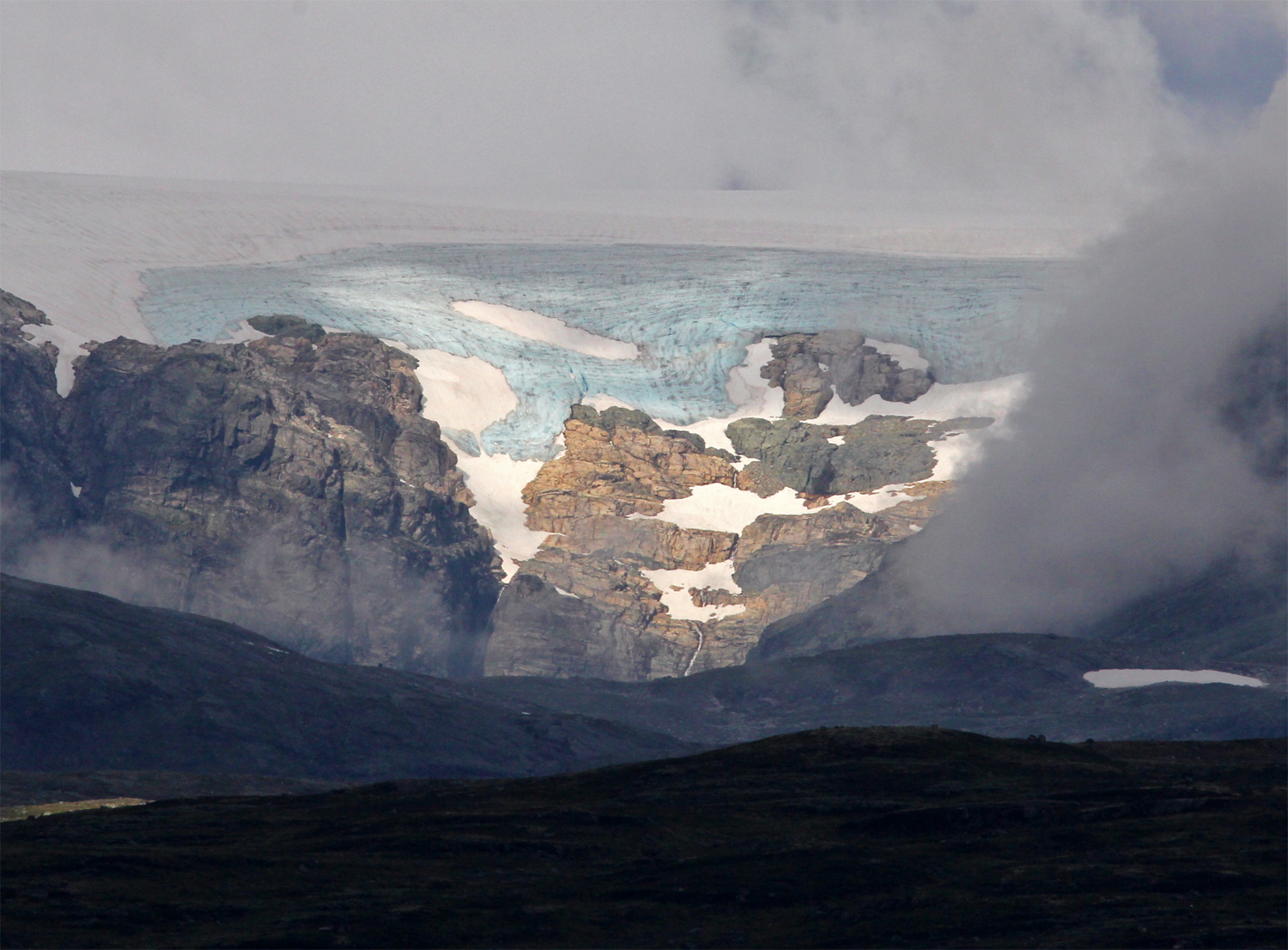
Ledovec Hardangerjøkulen

Hlavním lákadlem na Hardangerviddě je příroda ve všech jejích projevech. Obzvláště působivé jsou mimo jiné:
- Hardangerjøkulen, ledovec v severní části Hardangervidda poblíž Finse
- kopce na Hardangerviddě, jako například stolová hora Hårteigen nebo Sandfloegga, nejvyšší vrchol náhorní plošiny

Na okrajích Hardangerviddy, které jsou na rozdíl jádrové oblasti obvykle snadno dosažitelné veřejnou dopravou, jsou další pozoruhodnosti:
- vodopád Vøringsfossen u Eidfjordu
- fjord Hardangerfjord
- Middelalderuka („Středověký týden“; červenec/srpen) v Numedalu

### Sloupové kostely
V oblasti Hardangerviddy se nachází několik dřevěných sloupových kostelů (stavkirke) a další církevní stavby. V údolí Hallingdal jsou dřevěné kostely ve vesnici Torpo (zdejší sloupový kostel je asi z roku 1192 a vedle něj nový kostel z roku 1880) a v municipalitě Hol (dřevěný kostel původně nejspíše ze 13. století). V údolí Numedal jsou sloupové kostely ve Flesbergu (konec 12. nebo začátek 13. století), Nore (asi 1167), Rollagu (12. století) či v Uvdalu (po roce 1168, nádherné malbami růží).

### Muzea
Hardangervidda má několik muzeí:
- „Skinnarbu Nasjonalparksenter“ u jezera Møsvatnet v Tinn[14]
- „Hardangervidda Natursenter“ v Eidfjordu[15]
- „Rallarmuseet“ o historii Bergensbanen, neboli Bergenské železnice, ve Finse[16]